# Philippe Leclerc (réalisateur)
Pour les articles homonymes, voir Philippe Leclerc.
Philippe Leclerc est un réalisateur français de films d'animation.

## Biographie
Philippe Leclerc étudie l'animation à l'école des Beaux-arts de Reims. À la fin de ses études, Philippe Leclerc commence par travailler en tant qu'animateur dans l'équipe de Paul Grimault pour Le Roi et l'Oiseau puis La Table tournante. Il devient ensuite l'assistant réalisateur de René Laloux pour le long-métrage Gandahar, à l'occasion duquel il travaille avec le dessinateur Caza. Il devient ensuite le directeur artistique de la section cinéma d'une agence de publicité et travaille sur des films publicitaires. Il travaille ensuite avec Jean-François Laguionie au sein du studio La Fabrique et y réalise plusieurs séries animées, dont Les Animaux du Bois de Quat'sous.
En 1992, Philippe Leclerc fonde, avec Jean-Paul Gaspari, le studio Praxinos, qui lui permet de réaliser plusieurs séries animées pour la télévision, dont L'Île de Noé. En 2003, Philippe Leclerc passe à la réalisation avec Les Enfants de la pluie, dont le scénario s'inspire librement d'un roman de Serge Brussolo et dont les graphismes sont conçus par Caza,. Peu après, il doit fermer le studio Praxinos. En 2007, il réalise La Reine Soleil, adapté d'un roman de Christian Jacq.
Il est actuellement professeur d'animation 2D et de story-Board à l'ESMA Toulouse.

## Filmographie

### Animateur
- La Table tournante (Paul Grimault, 1988), animateur
- Le Roi et l'Oiseau (Paul Grimault, 1980), animateur
- Les Douze Travaux d'Astérix (René Goscinny et Albert Uderzo, 1976), dessinateur et coloriste

### Assistant réalisateur
- Gandahar (René Laloux, 1988)

### Réalisateur

#### Séries animées
- Les Animaux du Bois de Quat'sous (1993-1995)
- L'Île de Noé (coréalisateur, 1997)

#### Longs-métrages d'animation
- Les Enfants de la pluie (2003)
- La Reine Soleil (2007)
- Louis la chance (2012)